# Ruta Pie de Monte
Ruta Pie de Monte (también conocida simplemente como Pie de Monte) es un proyecto de autopista dentro del área metropolitana del Gran Concepción, Chile. Se extenderá por 20 kilómetros entre las comunas de San Pedro de la Paz y Coronel, mediante dos ejes de vías expresas de alta velocidad, y tendrá distintos pórticos de peaje "Free flow" a lo largo del trazado. Su coste será de cerca de US$420 millones, y se estima su puesta en marcha el año 2032. Actualmente está en proceso de licitación para determinar la empresa concesioraria que realizará el diseño de la ingeniería de detalle y, finalmente, las obras; proceso licitatorio que culminará a fines del 2024, para que la empresa comience sus labores desde 2025.
Al estar dentro de la zona urbana del área metropolitana, será la décima autopista urbana en Chile y la segunda fuera de la capital, Santiago. La primera autopista urbana en regiones será el Puente Industrial, también emplazado dentro del Gran Concepción, que se encuentra en construcción y se prevé su puesta en marcha el 2025. Precisamente, se proyecta empalmar la Ruta Pie de Monte con el Puente Industrial, en el enlace con la Ruta CH-160, en la comuna de San Pedro de la Paz.
Su nombre se debe a que gran parte del trazado discurre en el piedemonte de la Cordillera de Nahuelbuta, cordón de cerros parte de la Cordillera de la Costa.

## Historia
La Ruta Pie de Monte, surge ante la necesidad de crear una alternativa a la Autorruta Concepción-Lota (parte de la Ruta CH-160). Esta autopista es, por ahora, la única arteria del Gran Concepción que conecta el centro del área metropolitana, con la zona sur (la llamada "Zona del Carbón", donde se encuentran las comunas de Coronel y Lota), así como también el único acceso desde Concepción a la provincia de Arauco. El gran crecimiento demográfico en la década del 2000 y principios de la década del 2010, tanto de la comuna de San Pedro de la Paz, como de Coronel, que se reflejó especialmente en la comuna sampedrina con la explosiva urbanización a lo largo de la ruta, entre el Estero Los Batros y el límite comunal con Coronel (estimandose en 30 mil viviendas nuevas, hasta el 2018); provocaron que la Ruta 160 quedara insuficiente para el gran flujo vehícular. Los problemas se agravaron en marzo de 2022, posterior al relajo de las medidas restrictivas impuestas durante la pandemia del Covid-19, superando los 2300 vehículos por hora, y alrededor de 7000 camiones diarios.
Ante la situación de congestión en la Ruta 160, la Secretaría de Planificación del Transporte (SECTRA) del Ministerio de Transportes y Telecomunicaciones el 2013 realizó un estudio para barajar alternativas que permitieran descongestionar dicha ruta, entre las cuales estaba la creación de dos arterias paralelas (avenida Costanera Mar al poniente, y ruta Pie de Monte al oriente), o bien mejorar las condiciones de la propia carretera. Como resultado de ese estudio, la SECTRA se inclinó por potenciar la avenida Costanera Mar, por sobre las otras dos alternativas. Sin embargo, el 25 de junio de 2013 la empresa papelera CMPC, propietaria del Parque Jorge Alessandri (que abarca una gran faja de terreno hacia la Cordillera de Nahuelbuta, entre San Pedro de la Paz y Coronel), donó al fisco una faja de 7 kilómetros con el objeto de evitar procesos de expropiación sobre el parque, y así permitir acelerar el proceso de implementación de la nueva carretera. Finalmente, en noviembre de 2013 desde el Gobierno Regional del Biobío se anuncia que se avanzará en simultáneo con los tres proyectos para descongestionar la Ruta 160, entre esos la Ruta Pie de Monte, la cual originalmente sería sin peaje.
En diciembre de 2014, otra empresa propietaria de terrenos por donde pasará la ruta, Forestal Mininco, hizo el traspaso al fisco de 64 hectáreas con el fin de la construcción de la vía.
Entre 2015 y 2016 se realizó el estudio de ingeniería básica del proyecto, el cual entregó dos alternativas de trazado. El 2017, el Ministerio de Obras Públicas solicitó un nuevo estudio, esta vez topográfico y de costos, respecto de ambas propuestas, con el fin de posteriormente evaluar la factibilidad del proyecto, por lo que se indicó que durante el 2018 se tendría claridad del trazado concreto.
En abril de 2018 desde el MOP se indica que los procesos administrativos de la ruta Pie de Monte podrían comenzar el 2020 y, con ello, recién comenzar obras el año 2025. Sin embargo, el 25 de septiembre de 2018 se anunció por parte de la misma entidad que se adelantaría el inicio de obras a fines del 2020 (para coincidir originalmente con las obras del Puente Industrial), y que para julio de 2019 se tendrían resultados respecto de los estudios que definan el trazado definitivo.
En enero de 2020 se presenta el trazado definitivo, a la espera de los estudios ambientales, y se comienza a concretar que el proyecto tendrá 20 kilómetros de extensión y contará con pórticos "Free flow". En mayo de 2020 se anuncia que la licitación para la concesión de la autopista se realizaría el 2021. El 25 de junio de 2021, el Ministro de Obras Públicas Alfredo Moreno, señala que la licitación se haría a fines del 2021, lo que finalmente es pospuesto.
En septiembre de 2022 se vuelve a posponer la licitación de la concesión, esta vez producto de la discusión de la 11va. modificación del Plan Regulador Metropolitano de Concepción. Luego del fallo de la Corte Suprema, que exigió una consulta indígena respecto de la modificación del Plan Regulador Metropolitano, desde la SEREMI de Obras Públicas anunciaron que la licitación se pospondría en al menos tres años (hasta fines de 2025) producto de ello.
Sin embargo, en mayo de 2023 el Ministerio de Transportes y Telecomunicaciones, junto al Gobierno Regional del Biobío, la Delegación Presidencial Regional del Biobío, diversos ministerios y las municipalidades del Gran Concepción, lanzan el plan Más Movilidad — plan de inversión pública en infraestructura, vialidad y transporte público para el área metropolitana —, el cual entre las más grandes prioridades está la solución de los problemas de congestión vehícular en la Ruta 160. Para ello, se priorizó avanzar con tres proyectos: Proyecto de corredor de transporte público (o "Electrocorredor") de la Ruta 160 junto con diversos pasos bajo nivel, conectar la avenida Costanera Mar al Puente Industrial, y la ruta Pie de Monte.
El 22 de noviembre de 2023, el subsecretario de Transportes Jorge Daza confirma que la licitación de la concesión de la ruta Pie de Monte se adelantaría a fines de ese mismo mes, como una de las medidas tomadas en virtud del plan Más Movilidad. Un mes después, el 21 de diciembre de 2023, la Ministra de Obras Públicas Jessica López anuncia finalmente la apertura de la licitación para la concesión de la nueva vía, además de presenta el trazado mediante una maqueta virtual, donde se aprecian algunas modificaciones respecto del trazado presentado el 2020. Según el cronograma establecido por el MOP, el proceso licitatorio debiese terminar a fines de 2024 con la adjudicación de la empresa concesionaria; luego, la empresa que se adjudique deberá realizar el diseño de la ingeniería de detalle y someter a tramitación del proyecto en el Sistema de Evaluación Ambiental, esto entre 2025 y 2028, para que, una vez con la Resolución de Calificación Ambiental Favorable, comiencen las obras en 2029, las cuales se extenderían eventualmente hasta el segundo semestre del 2032.

## Trazado
Según el trazado presentado a fines de 2023, la Ruta Pie de Monte tendrá una extensión de 20 kilómetros, comenzando en el enlace Los Batros, donde finaliza la concesión Puente Industrial, y terminando en el kilómetro 17,3 de la Ruta 160 donde ambas empalmarán; pasando por las comunas de San Pedro de la Paz y Coronel.
El trazado bordeará por un lado, diversos barrios de la comuna sampedrina como La Floresta, Lomas Coloradas, Villa Francisco Coloane, entre otros; así como también Villa La Mora en la comuna coronelina. Por el otro lado, bordeará diversos parajes naturales como el estero Los Batros, la Laguna Grande de San Pedro, la Cordillera de Nahuelbuta, Laguna Junquillar, Laguna La Posada (sobre la cual tendrá un puente de 300 metros), el Parque Jorge Alessandri, y la Laguna Quiñeco. Pasará, además, cerca de otros lugares de interés como el centro comercial Paseo San Pedro, el Cementerio Parque San Pedro, el Stadio Italiano, y el Club de Golf La Posada.
Tendrá 6 enlaces desnivelados, diversos pasos desnivelados para dar continuidad a la vialidad ya existente, y pasos peatonales mediante pasarelas.
En el empalme con el Puente Industrial, en el enlace Los Batros, solo se podrá acceder a la Ruta desde el puente y en sentido norte-sur desde la Ruta 160; mientras que solo tendrá salida hacia el puente, no pudiendo acceder hacia San Pedro de la Paz. El enlace Michaihue, ubicado 600 metros al sur, será el que permita el ingreso y salida de vehículos desde y hacia San Pedro de la Paz, respectivamente; además de dar acceso al barrio de Michaihue, ubicado hacia el poniente de la Ruta 160. El enlace en avenida 3 Poniente permitirá acceder al Callejón Lagunillas que bordea la Laguna Grande de San Pedro y conecta con la Ruta O-810 que llega al sector de Andalue de la comuna sampedrina. El enlace Junquillar, dará acceso y salida para quienes vienen o se dirigen a los sectores de Lomas Coloradas, Villa Francisco Coloane, y Portal de San Pedro. Por último, el enlace Escuadrón en la comuna de Coronel permitirá un acceso a vehículos de carga que vayan al Parque Industrial Escuadrón, así como la propia ruta permitirá una vía rápida para los vehículos de carga que vayan tanto al Puerto de Coronel como a la Provincia de Arauco, sacando dichos vehículos del futuro corredor Ruta 160. 

### Enlaces
Según el trazado presentado a fines de 2023, y considerando de forma referencial el enlace Los Batros como "kilómetro 0", la Ruta Pie de Monte tendrá los siguientes enlaces:
- Puente Industrial (enlace Los Batros)
- kilómetro 0,6 Michaihue
- kilómetro 2,7 Avenida 3 Poniente
- kilómetro 6,6 Avenida Junquillar
- kilómetro 10 La Mora (sector Laguna La Posada)
- kilómetro 15,5 Escuadrón
- kilómetro 19,5 Empalme Ruta 160 (enlace kilómetro 17,3)
- Concesión Ruta 160

## Controversias
El proyecto de Ruta Pie de Monte, desde sus inicios ha causado controversias respecto al eventual daño ecológico que su trazado provocaría.
El 2 de abril de 2016 un grupo de 300 vecinos de San Pedro de la Paz se manifestó mediante una marcha pacífica ante el impacto ambiental que tendría la ruta, particularmente en el tramo que bordearía el Estero Los Batros, el cual dañaría a los productores de hortalizas del lugar; además de indicar la poca participación ciudadana en el proceso. Un mes después, el 10 de mayo del mismo año, cerca de 30 personas protestaron en el edificio de la Municipalidad de San Pedro de la Paz, emplazando al alcalde de entonces Audito Retamal a "escuchar a los vecinos", a lo que Retamal indicó que el municipio había ingresado una solicitud al MOP para que el proyecto cuente con un Estudio de Impacto Ambiental. El 19 de julio de 2016, el Comité Pro defensa de la Flora y Fauna (CODEFF) exige que el proyecto cuente con Estudio de Impacto Ambiental.
El 7 de enero de 2017, vecinos levantaron barricadas en la Ruta 160 en protesta contra la Ruta Pie de Monte, manifestación que habría provocado un incendio en pastizales cercanos. Ese año, el "Movimiento Ciudadano San Pedro de la Paz" presentó una propuesta alternativa tanto a la ruta Pie de Monte, como al trazado sampedrino del Puente Industrial, en que se priorice la avenida Costanera Mar como forma de descongestionar la Ruta 160. A fines de 2017 nuevas manifestaciones mediante barricadas se presentaron en la Ruta 160 en oposición al proyecto.
A fines del 2018, el alcalde de Coronel Boris Chamorro mostró su oposición al proyecto, indicando que afectaría a una de las reservas de agua dulce más importantes de la comuna ubicada en el sector Calabozo. Dicha posición la reiteró una vez reelecto en las elecciones municipales de 2021.
En abril de 2022, a días de asumir el gobierno del presidente Gabriel Boric, el recientemente nombrado SEREMI de Obras Públicas Hugo Cautivo indicó que "cualquier solución vial tiene que ser con el respeto a las normas medioambientales", refiriéndose a la ruta Pie de Monte. Lo dicho se reafirmó en junio del mismo año, señalando que las principales obras de infraestructura pasan por el proceso del Sistema de Evaluación Ambiental.
Finalmente, en el anuncio de la apertura de la licitación para la concesión de la ruta en diciembre de 2023, se detalló por parte del MOP que la empresa que se adjudique la concesión deberá pasar el proyecto por el Sistema de Evaluación Ambiental, luego de terminada la ingeniería de detalle, para así rediseñar y/o compensar según el caso.